# Felícitas de Roma
Santa Felícitas de Roma (c. 101 - 165), también llamada Santa Felicidad, fue una viuda romana, martirizada con sus siete hijos al inicio del reinado de Marco Aurelio, hacia el año 165. Su fiesta se celebra los días el 23 de noviembre en Occidente y el 25 de enero en Oriente. Conjuntamente es celebrada junto a sus hijos el 10 de julio. Fue enterrada en una catacumba en la Vía Salaria, poco después se erigieron en su honor antiguas basílicas.

## Leyenda
Se dice que Santa Felicitas fue una noble matrona cristiana rica y piadosa, que tuvo siete hijos. Se dedicó a obras de caridad y con su ejemplo convirtió a muchos a la fe cristiana. Esto despertó la ira de los sacerdotes paganos que presentaron una denuncia contra ella ante el emperador Marco Aurelio. Estos sacerdotes hicieron valer la ira de los dioses y exigieron sacrificios a Felicitas y sus hijos. El Emperador accedió a su demanda y Felicitas fue llevada ante Publio, el Prefecto de Roma. Llevando a Felicitas a un lado, utilizó varias súplicas y amenazas en un intento fallido de lograr que adorara a los dioses paganos. Tampoco tuvo éxito con sus siete hijos, que siguieron el ejemplo de su madre.
Ante el prefecto Publio se adhirieron firmemente a su religión y fueron entregados a cuatro jueces, quienes los condenaron a diversas formas de muerte. La división de los mártires entre cuatro jueces corresponde a los cuatro lugares de su entierro. Ella sólo imploró a Dios que no la mataran delante de sus hijos, para poder animarlos durante su tortura y muerte para que no negaran a Cristo. Con alegría acompañó a sus hijos uno a uno hasta presenciar la muerte de los siete. No estamos del todo seguros de cómo murió cada uno de ellos, pero se dice que Januarius, el mayor, fue azotado hasta la muerte; Félix y Felipe fueron golpeados con garrotes hasta morir; Silvanus cayó de cabeza por un precipicio; y los tres más jóvenes, Alejandro, Vitalis y Marcialis, fueron decapitados. Después de cada ejecución se le dio la oportunidad de denunciar su fe. Ella se negó a actuar en contra de su conciencia y por eso también sufrió el martirio. Se dice que murió ocho veces. Una por cada vez que presencio la muerte de sus hijos, y finalmente la suya. Fue enterrada en las catacumbas de Máximo en la Vía Salaria, junto a San Silvano.

### Origen de la leyenda

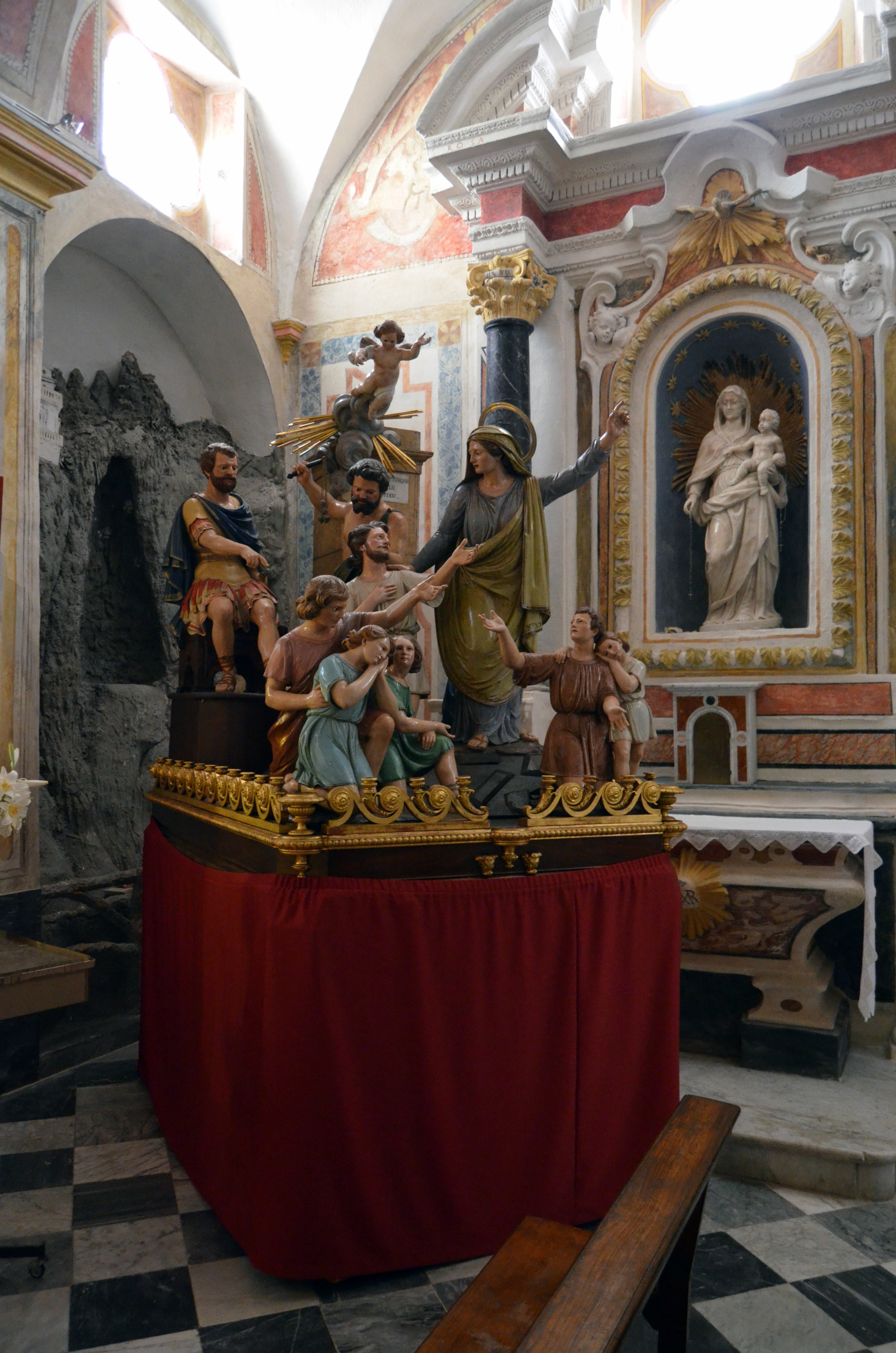
Anda procesional de Santa Felícitas y sus hijos en la casa procesional de Liguria, Italia.

Las "Hechas" que dan el relato anterior de los siete mártires como hijos de Felicitas existieron, de alguna forma, en el siglo VI, ya que el Papa Gregorio I se refiere a ellos en su "Homiliæ super Evangelia, libro I, homilía iii".  La Enciclopedia Católica de principios del siglo XX informó que "incluso distinguidos arqueólogos modernos los han considerado, aunque no en su forma actual correspondiente enteramente al original, pero en esencia basados en registros contemporáneos genuinos". Pero las investigaciones han demostrado que esta opinión es difícilmente sostenible. La revisión más antigua de estos "Hechos" no es anterior al siglo VI y parece estar basada no en un texto romano, es decir, latino, sino en un original griego. Además de la forma actual de las "Actas", se han puesto en duda varios detalles. Si Felicitas fue realmente la madre de los siete mártires honrados el 10 de julio, resulta extraño que su nombre no aparezca en el conocido calendario romano del siglo IV. 
La tumba de San Silvano o Silvanus, uno de los siete mártires conmemorados el 10 de julio, estaba junto a la de Santa Felicitas; Es muy posible, por lo tanto, que la tradición pronto identificara a los siete mártires del 10 de julio como hijos de Santa Felicitas, y que esto formara la base de las " Hechas" existentes.

### Hijos
El 10 de julio se celebran conjuntamente los siete mártires que ese día, aunque quizás en años diferentes, fueron enterrados en cuatro cementerios romanos distintos y que a su vez fueron registrados como hijos de la santa:
- San Alejandro: decapitado junto a sus hermanos Marcialis y vitalis; Fue enterrado junto con ellos en el cementerio Maximus, que más tarde tomó el nombre de Félicité.
- San Vitalis: decapitado al igual que Alejandro y Marcialis, enterrado junto con ellos.
- San Marcialis o Martiales: decapitado junto con Alejandro y Vitalis, enterrado junto con ellos.
- San Januarius: azotado hasta la muerte con látigos forrados en plomo, su cuerpo fue enterrado en distintos lugares hasta terminar enterrado en el cementerio de Prétextat, en la Vía Apia. La cripta que contenía el cuerpo de este último, fue depositado en un sarcófago de mármol, descubierta en 1863, así como una inscripción en honor del mártir, colocada, a finales del siglo IV, por encargo del Papa Damasco.
- San Félix: golpeado hasta morir por palos o fierros, junto a su hermano Felipe, fue enterrado en la catacumba de Priscila, en el Camino Nomentana.[5]
- San Felipe: golpeado hasta morir junto a su hermano Félix, enterrado junto a él.
- San Sylvanus o Silvanus: obligado a caer de cabeza por un precipicio y fue enterrado junto a su madre en una catacumba en Vía Salaria.[5]

La lista más antigua de las fiestas romanas de los mártires, conocida como "Depositio martyrum" y que data de la época del Papa Liberio, a mediados del siglo IV, menciona ya a estos siete mártires celebrados el 10 de julio en las cuatro diferentes catacumbas de que yacen sus cuerpos. Al nombre de Silvanus se añade la afirmación de que su cuerpo fue robado por los novacianos ( hunc Silvanum martyrem Novatiani furati sunt ). No dice que fueran hermanos.
La tumba de San Januarius en las catacumbas de Prætextatus pertenece a finales del siglo II, período a cuyo período, por lo tanto, deben pertenecer los martirios, si de hecho están asociados entre sí, bajo el emperador Marco Aurelio.
Uno de los siete mártires, San Martialis ( Marcial, Marziale ), es venerado como santo patrón de Torricella Peligna en los Abruzos, y de Isca sullo Ionio en Calabria, Italia, con su fiesta el 10 de julio. 

Hasta su revisión en 1969, el Calendario general romano designaba a estos siete mártires como "Los Siete Santos Hermanos", y algunos católicos tradicionalistas continúan celebrándolos bajo esta designación.

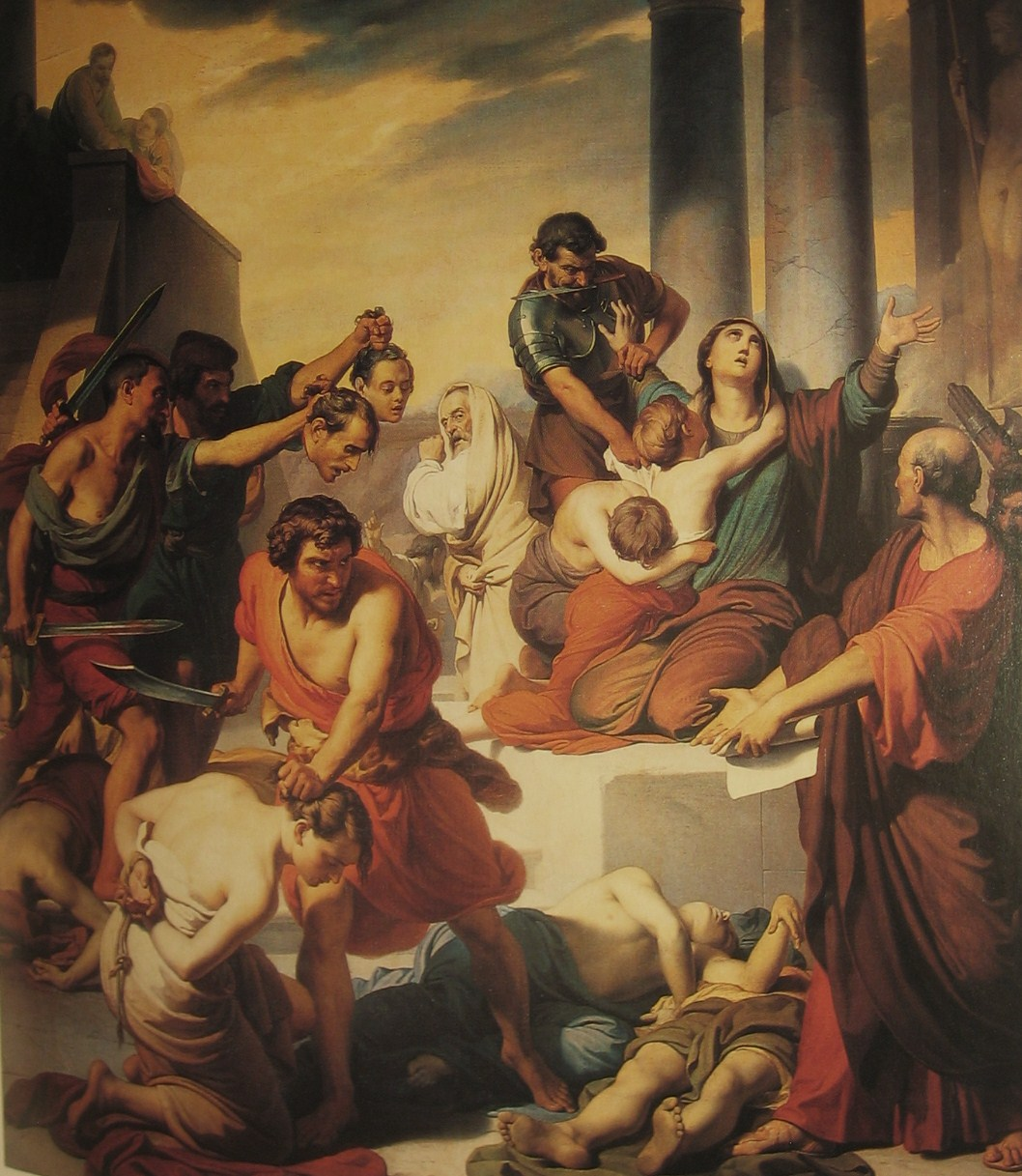
Pintura de Francesco Coghetti, en donde se representa el martirio de la santa y sus siete hijos.

### Reliquias
Las reliquias de Felicidad se encuentran en Roma en la iglesia de San Marcello al Corso, en la Abadía de Werden donde fueron traídas por Ludger de Münster antes del año 800, desde el siglo IX a Vreden, en el distrito de Münster, se encuentra un brazo relicario y también en Beaulieu-sur-Dordogne.

### Atributos
Felicidad, en la Iglesia católica es la protectora de las mujeres y las madres, así como de su fertilidad. Sus atributos icono-gráficos son la espada, la palma del martirio, y suele representarse rodeada de sus hijos o llevando sus cabezas en brazos, aunque también se le representa con vestiduras de viuda o de negro y cargando un libro, el cual sostiene una espada cargando la siete cabezas de sus hijos. También es protectora de los padres que han sufrido la muerte de sus hijos.

## Festividad y Culto

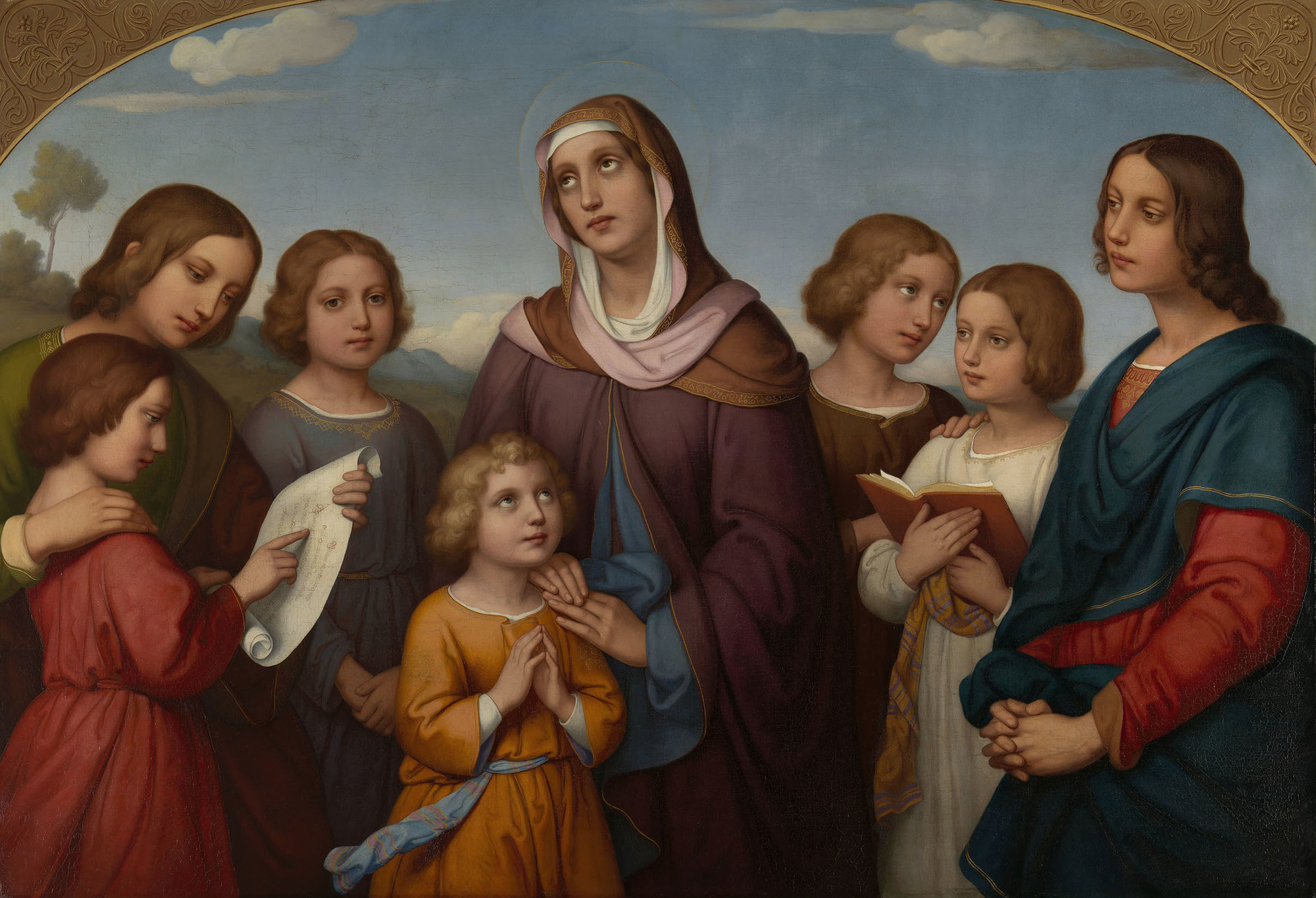
Mural de Marie Ellenrieder (1791-1863), en donde se encuentran Santa Felicitas y sus siete hijos mártires.

La fiesta de Santa Felicitas de Roma fue mencionada por primera vez en el " Martyrologium hieronymianum " , celebrada el 25 de enero. Desde muy temprano su fiesta como mártir se celebró solemnemente en la Iglesia romana en esa fecha, como lo demuestra el hecho de que ese día San Gregorio Magno pronunció una homilía en la Basílica que se elevaba sobre su tumba. Su cuerpo luego descansó en la catacumba de Máximo en la Vía Salaria; en ese cementerio todos los itinerarios romanos, o guías de los lugares de enterramiento de los mártires, localizan su lugar de enterramiento, especificando que su tumba estaba en una iglesia sobre esta catacumba. 
La cripta donde fue sepultada Santa Felicitas fue posteriormente ampliada hasta convertirse en una capilla subterránea y fue redescubierta en 1885. En la Alta Edad Media había una capilla en honor a Santa Felicitas en un antiguo edificio romano cerca de las ruinas de las Termas de Tito. Algunas de sus reliquias se encuentran en la iglesia de los Capuchinos en Montefiascone, Toscana. Otros se encuentran en la iglesia de Santa Susanna en Roma.

### Lugares en donde es venerada
Se cree que las reliquias de la mártir se encuentran en muchos lugares. Incluyendo Vergo Zoccorino (MB), Affile (RM), Florencia, Sacro Monte di Crea y otros lugares. También en la monumental iglesia de Santa Maria della Pietà, en el barrio de Kalsa de Palermo, Sicilia, se encuentra el cuerpo denominado Felicita. Pero la mártir venerada en Palermo se denomina "Virgen" y se celebra el 7 de noviembre y no el 23 como la mártir romana madre de siete hijos, y como los casos anteriores es un cuerpo santo.
En el siglo XV existía una abadía dedicada a S. Felicita en Montefalcione (AV), hoy desaparecida, y en la Alta Edad Media se documentó una iglesia dedicada a S. Felicita e Figli en Montemarano. En la catedral de Nusco (AV) se conserva un lienzo del siglo XVI del martirio de Santa Felicita, procedente quizás de la desaparecida iglesia montemaranesa.
El culto a Felicita y a sus hijos se difundió en la Edad Media gracias a los padres virginianos y benedictinos. Otras reliquias se conservan en la catedral de Alife, adonde fueron trasladadas desde Roma en el siglo X: así lo atestigua una passio del siglo XI conservada en la Biblioteca Capitolaria de Benevento. En esta diócesis se conservan los relicarios de madera del siglo XIX de los hijos y del Santo Mártir.
El culto a los siete hermanos está especialmente extendido en algunas localidades, lo que fue apoyado entonces por el traslado de reliquias, que en algunos casos es un cuerpo sagrado del mismo nombre, que debía sustentar el culto. Entre las localizaciones recordamos:
- En Garbagnate Milanese (MI), se conservan los restos de San Gennaro, conocido como uno de los siete hermanos, pero en realidad se trata de un cuerpo santo. Las reliquias ya eran veneradas en Milán, en la iglesia de Santa María de Aracoeli, demolida en 1937, y situada en el actual cruce entre Corso di Porta Nuova y Via Fatebenefratelli.
- Bagnoli del Trigno (IS), se conservan los restos de S. Vitale, conocido como uno de los siete hermanos, pero en realidad se trata de un cuerpo sagrado.
- Carrodano (SP), venera Santa Felicità y los siete hermanos.
- Collarmele (AQ), venera a Santa Felicidad y a los siete hermanos.
- Isca dello Ionio (CZ), venera y conserva una reliquia de San Marziale.
- Leno (BS), venera y conserva una reliquia de los Santos Vitale y Marziale.
- Livagra (LO), venera y conserva los restos de S. Gennaro, que podría ser uno de los santos hermanos, pero que en realidad es un cuerpo santo.
- Montagano (CB), venera a San Alejandro.
- Montauro (CZ), venera entre sus santos patrones a San Alejandro, que podría ser uno de los santos hermanos.
- Montepaone (CZ), venerado como patrón y conserva la reliquia en un busto de S. Felice (San Félix), que podría ser uno de los santos hermanos.
- Ottobeuren (Alemania), venera y conserva una reliquia de San Alejandro, uno de los santos hermanos
- Ranica (BG), venera a Santa Felicità y a los siete hermanos.
- Romagnano Sesia (NO), venera y conserva los restos de San Silvano (Silano), pero en realidad es un cuerpo santo.
- Sozzago (NO), venera a San Silvano (Silano).
- Torricella Peligna (CH), venera San Marziale como su patrono.
- Turbigo (MI), venera “S. FELICITAS MARTIR CUIUS FESTUM EX VOTO COMUTIS TURBIGI CELEBRUN DIE VIGIEMO TERO NOVR OB LIBERATIONE A PESTE - M. GERARDINIS 1632” (traducción: Santa Felicita mártir cuya fiesta se celebra por votación de la comunidad turbigesa, el 23 de noviembre, por la liberación de la peste, M. Gherardini, 1632).[10]

La iconografía más antigua se remonta al siglo V: en un oratorio de esa época, descubierto en 1812 cerca de las Termas de Trajano , la santa está representada de pie rodeada de sus siete hijos; en otros casos muestra una placa o una espada con sus cabezas cortadas, como en la ilustración de esta página; otras veces se la representa en el trono, en posición hierática y solemne, siempre rodeada de sus hijos; es más rara la iconografía que la representa como madre afligida.